# 539

## Nașteri
- dată necunoscută: Mauriciu  (d. 602)